# Tiffany Chin
Audrey Tiffany Chin (3 ottobre 1967) è un'ex pattinatrice artistica su ghiaccio statunitense.

## Palmarès
| Internazionali            | Internazionali | Internazionali | Internazionali | Internazionali | Internazionali | Internazionali | Internazionali |
| Evento                    | 1980–81        | 1981–82        | 1982–83        | 1983–84        | 1984–85        | 1985–86        | 1986–87        |
| ------------------------- | -------------- | -------------- | -------------- | -------------- | -------------- | -------------- | -------------- |
| Giochi olimpici invernali |                |                |                | 4°             |                |                |                |
| Campionati mondiali       |                |                | 9°             |                | 3°             | 3°             |                |
| Skate America             |                |                |                | 1°             |                |                | 1°             |
| Skate Canada              |                |                |                |                | 2°             |                |                |
| NHK Trophy                |                |                | 3°             |                |                |                |                |
| Internazionali: Junior    |                |                |                |                |                |                |                |
| Campionati mondiali       | 1°             |                |                |                |                |                |                |
| Nazionali                 |                |                |                |                |                |                |                |
| Campionati statunitensi   |                | 5°             | 3°             | 2°             | 1°             | 3°             | 4°             |